# Crepusia ornata
Crepusia ornata är en insektsart som beskrevs av Metcalf 1938. Crepusia ornata ingår i släktet Crepusia och familjen lyktstritar. Inga underarter finns listade i Catalogue of Life.